# ADAS
| 43511 Cima Ekar        | 11 febbraio 2001 |
| 46392 Bertola          | 5 gennaio 2002   |
| 48268 Comitini         | 4 gennaio 2002   |
| 51406 Massimocalvani   | 26 febbraio 2001 |
| 55427 Rosta            | 14 ottobre 2001  |
| 55428 Cappellaro       | 14 ottobre 2001  |
| 57879 Cesarechiosi     | 2 gennaio 2002   |
| 65091 Saramagrin       | 1º febbraio 2002 |
| 72543 Simonemarchi     | 26 febbraio 2001 |
| 77136 Mendillo         | 26 febbraio 2001 |
| 82153 Alemigliorini    | 23 marzo 2001    |
| 83956 Panuzzo          | 7 dicembre 2001  |
| 88961 Valpertile       | 14 ottobre 2001  |
| 89664 Pignata          | 19 dicembre 2001 |
| 89739 Rampazzi         | 9 gennaio 2002   |
| 89818 Jureskvarč       | 2 gennaio 2002   |
| 90288 Dalleave         | 6 marzo 2003     |
| 95008 Ivanobertini     | 4 gennaio 2002   |
| 95024 Ericaellingson   | 8 gennaio 2002   |
| 95474 Andreajbarbieri  | 10 marzo 2002    |
| 98866 Giannabussolari  | 15 gennaio 2001  |
| 107393 Bernacca        | 1º febbraio 2001 |
| 108072 Odifreddi       | 22 marzo 2001    |
| 111561 Giovanniallevi  | 5 gennaio 2002   |
| 310222 Vasipetropoulou | 10 gennaio 2002  |
| 310652 Hansjörgdittus  | 10 gennaio 2002  |
| 316527 Jürgenoberst    | 26 febbraio 2001 |
| 322577 Stephanhellmich | 22 marzo 2001    |
| 329025 Annekathrin     | 16 febbraio 2001 |
| 331341 Frankscholten   | 19 febbraio 2002 |
| 331371 Jockers         | 16 febbraio 2001 |
| 353677 Harald          | 18 gennaio 2002  |
| 357148 El-Maarry       | 2 febbraio 2002  |
| 379732 Oklay           | 8 gennaio 2002   |
| 379767 Barcis          | 23 marzo 2001    |
| 399442 Radicofani      | 2 febbraio 2002  |

ADAS, acronimo di Asiago-DLR Asteroid Survey (traduzione letterale dall'inglese: Ricerca di asteroidi Asiago-DLR), è un progetto per la ricerca di comete e asteroidi, con particolare attenzione ai NEO.
É un progetto in collaborazione tra l'italiano Dipartimento di astronomia dell'Università di Padova e il tedesco Deutsches Zentrum für Luft- und Raumfahrt. Si avvale del telescopio Schmidt della Stazione osservativa di Cima Ekar dell'Osservatorio astrofisico di Asiago che è identificata dal codice IAU 209.
Il progetto di ricerca si coordina con l'UDAS (Uppsala-DLR Asteroid Survey).